# Cecilia Bruce
Cecilia Bruce, född 6 februari 1935 i Älvros, Härjedalen, är en svensk sångerska, författare och lärare som från 1960 varit bosatt i Järvsö, Hälsingland. 
Bruse slog igenom efter att ha medverkat i Hylands hörna 3 oktober 1962..  En av hennes mer kända visor är "Ta en tablett". 
År 2011 fick Bruce kulturpriset Flurenpriset. År 2008 tilldelades hon Ljusdals kommuns kulturstipendium med följande motivering: "Som lärare, trubadur, författare, skribent, debattör, idégivare, dramatiker och skådespelare, har hon under ett halvt sekel med outtömlig kreativitet utvecklat, inspirerat och berikat människor och kulturliv i Hälsingebygden".

## Diskografi
EP
TV-fyndet Cecilia Bruce – 1962
1. "Gräs ska växa""
2. "Kommer du till mig?"
3. "Jag vill inte gifta mig"
4. "Björn från Örnsköldsvik"

Vem vill gå med mig hem – 1962
1. "Vem vill gå med mig hem"
2. "Örnsköldsvik"
3. "Gräs ska växa"
4. "Aldrigs polska"

Singlar
"Det var en gång en riktig soldat" – 1966 (med Harry Arnolds orkester)
1. "Det var en gång en riktig soldat"
2. "Midnattssol och smörgåsbord och synd"

"En visa om Ljusnan"
1. "En visa om Ljusnan"
2. "Ta en tablett"